# 778

## أحداث
- الحروب الإسلامية البيزنطية: الإمبراطور ليو الرابع ("الخزري") يصد غزوة عباسية في الأناضول. حيث قامت قوة بيزنطية بقيادة ميخائيل لاخاندراكون، الحاكم العسكري (ستراتيجوس) من الثيمة التراقيسية، وهزم قوات الخلافة في مدينة القلعة من غيرمانيكيا في كيليكيا ( وهي مرعش في تركيا الحديثة). ونهب المنطقة وأخذ العديد من الأسرى، ومعظمهم من اليعاقبة، الذين أعيد توطينهم في تراقيا.[1]

## مواليد
- إسحاق بن راهويه
- عبد الرحمن بن رستم
- لويس الورع

## وفيات
- حماد عجرد شاعر عربي من العهد العباسي
- رولاند (قائد فرنجي) فارس ألماني
- سفيان الثوري فقيه كوفي، وأحد أعلام الزهد عند المسلمين، وإمام من أئمة الحديث النبوي، وواحد من تابعي التابعين، وصاحب واحد من المذاهب الإسلامية المندثرة